# Weld, Maine
Weld är en kommun (town) i Franklin County i Maine. Vid 2010 års folkräkning hade Weld 419 invånare.